# Santianes de Ola
Santianes de Ola (en asturiano y oficialmente: Santianes d'Ola) es una aldea que pertenece a la parroquia de Zardón en el concejo de Cangas de Onís (Principado de Asturias). Se encuentra a 252 m s. n. m. y está situada a 16 km de la capital del concejo, la ciudad de Cangas de Onís. 

## Población
En 2020 contaba con una población de 34 habitantes (INE, 2020) repartidos en un total de 17 viviendas (INE, 2010).